# Pterois miles
El pez león soldado, pez fuego diablo o pez escorpión (Pterois miles) es una especie de pez con aletas radiadas de la familia Scorpaenidae. Es nativo de la región occidental del Indo-Pacífico y se confunde con frecuencia con su pariente cercano, el pez león rojo (Pterois volitans).

## Descripción
Alcanza hasta 35 cm de longitud. La aleta dorsal tiene trece espinas largas y fuertes y nueve a once radios blandos y la aleta anal tiene tres espinas largas y seis a siete radios blandos. La aleta dorsal semeja un penacho de plumas y las aletas pectorales alas con rayas anchas y lisas separadas. Presenta espinas en las aletas son altamente venenosos y han causado la muerte a los seres humanos. El cuerpo de fondo claro o blancuzco tiene numerosas barras verticales que varían de color desde el rojizo al castaño o marrón claro o gris entre líneas oscuras finas. Su cabeza es menos angular que la de P. volitans.

## Comportamiento
Es principalmente nocturno y puede esconderse en las grietas durante el día. Se alimenta de peces y pequeños crustáceos. Tiene pocos depredadores, probablemente debido a sus espinas venenosas, pero los más grandes se aprovechan de los más pequeños. Se ha demostrado que es depredado por Fistularia commersonii y por los meros.

## Distribución y hábitat
Es nativo del océano Índico, desde el mar Rojo hasta Sudáfrica e Indonesia; también se le conoce en el Mediterráneo oriental. Se encuentra generalmente en zonas con grietas o lagunas, a menudo en las pistas exteriores de los arrecifes de coral. También está presente en la costa este de los Estados Unidos y en el Mar Caribe hasta Venezuela, donde se considera una especie invasora.

## Galería de imágenes

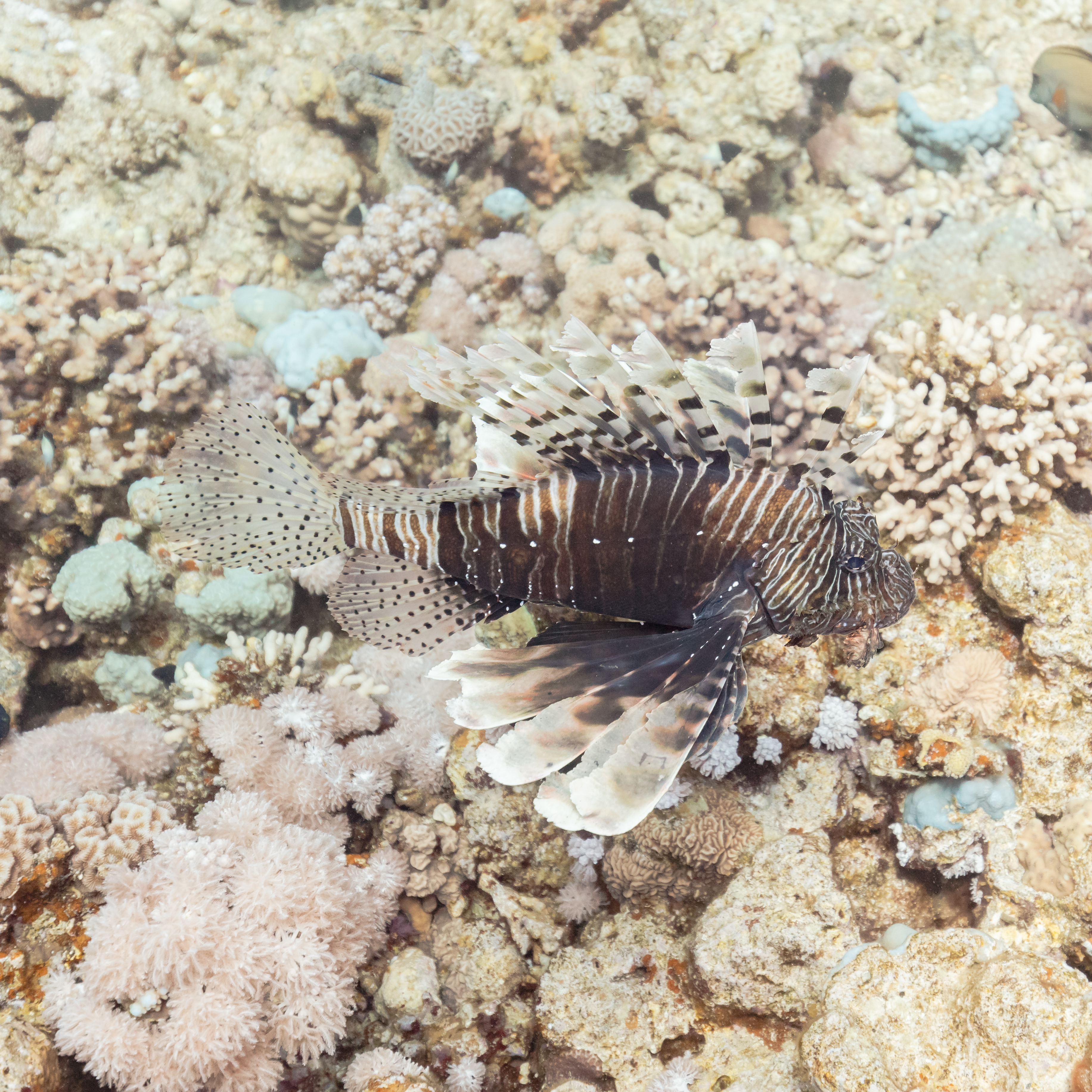
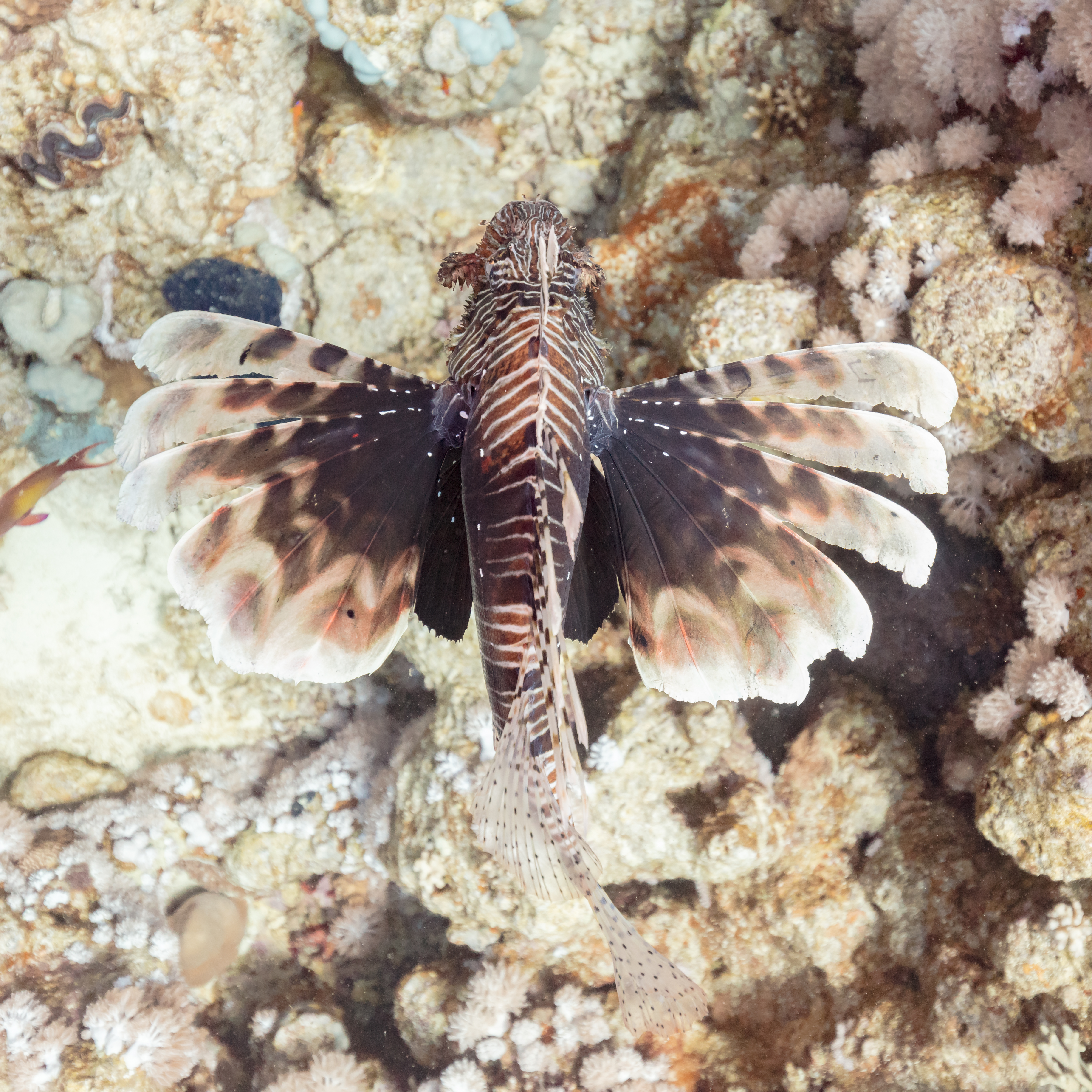
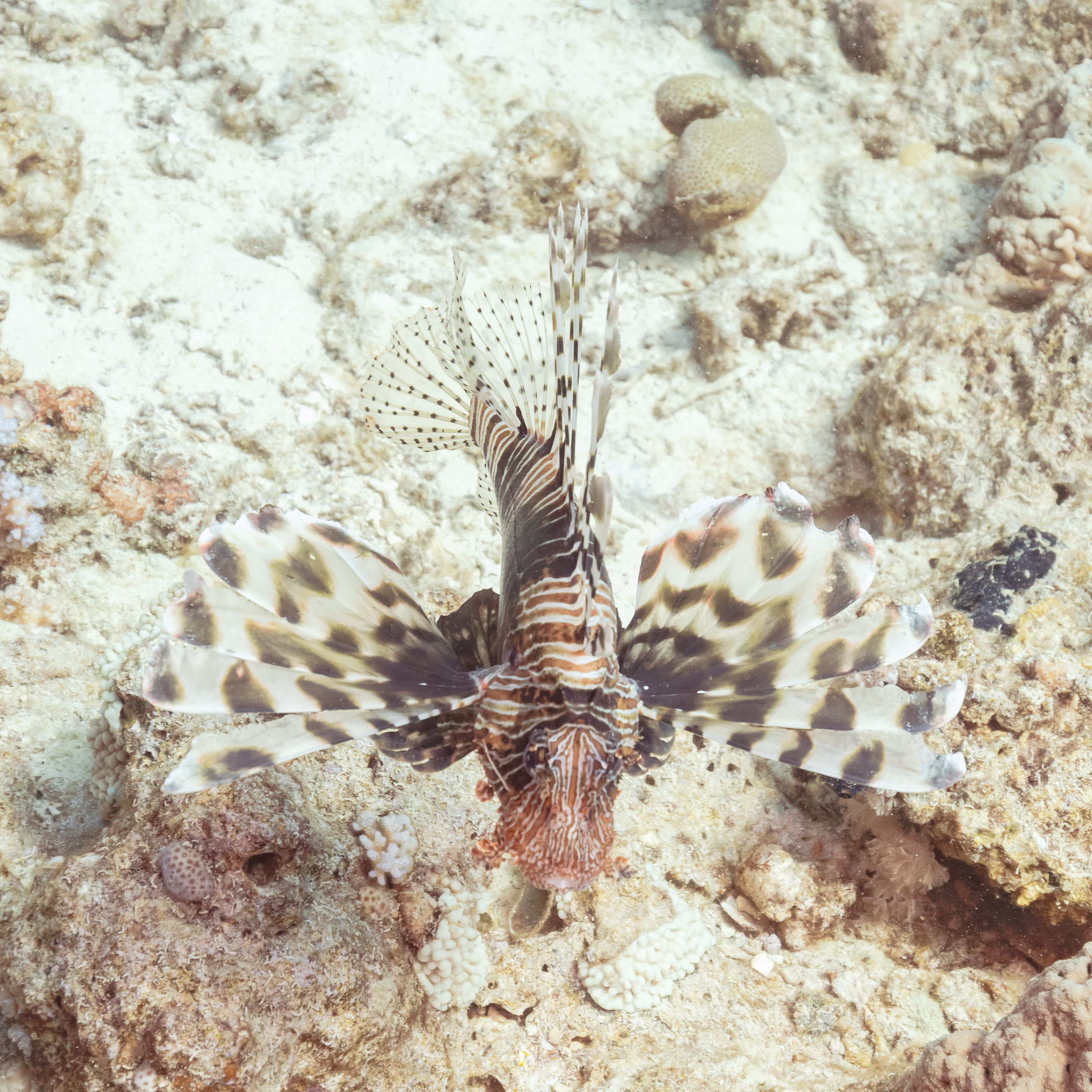
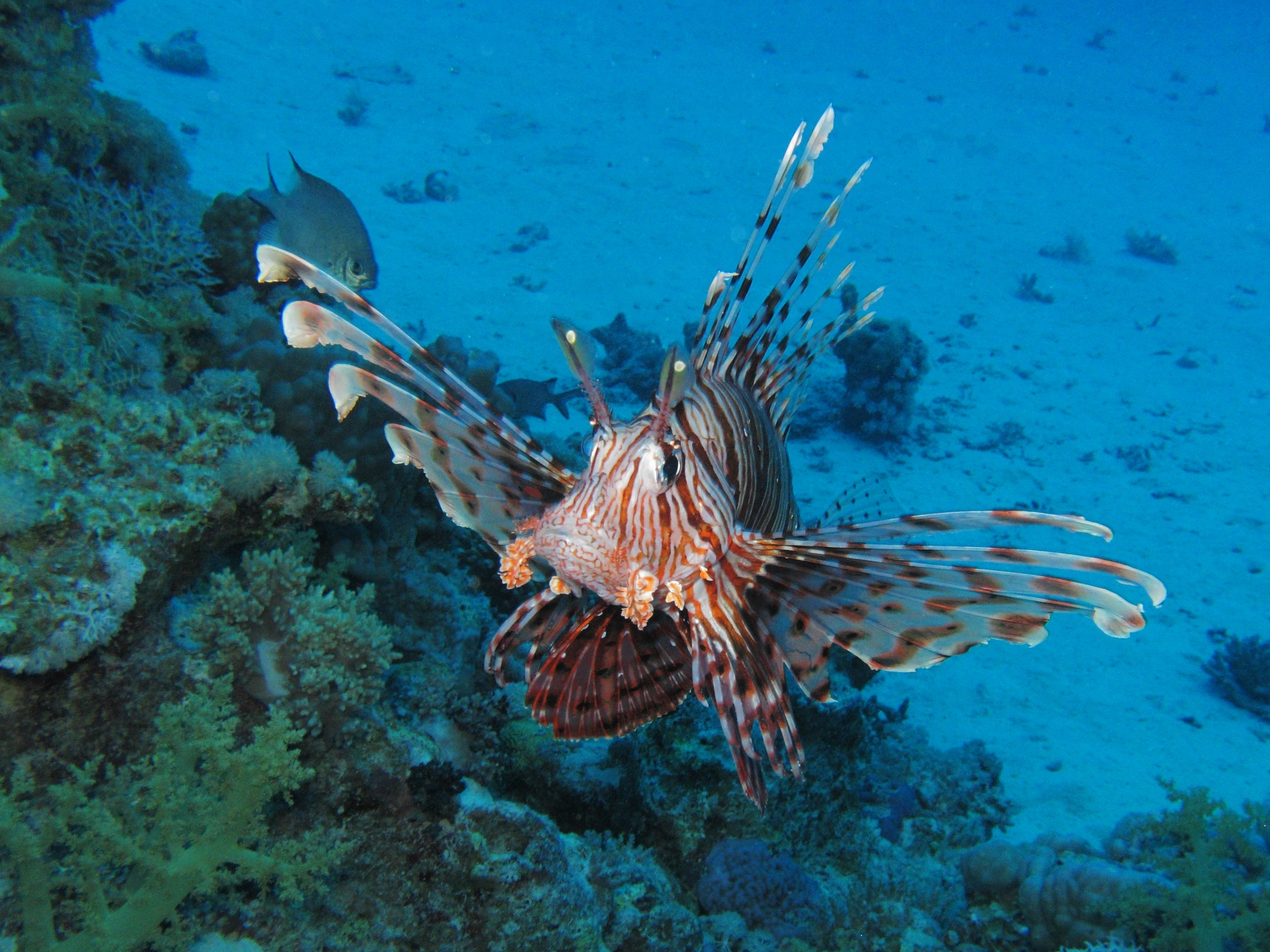
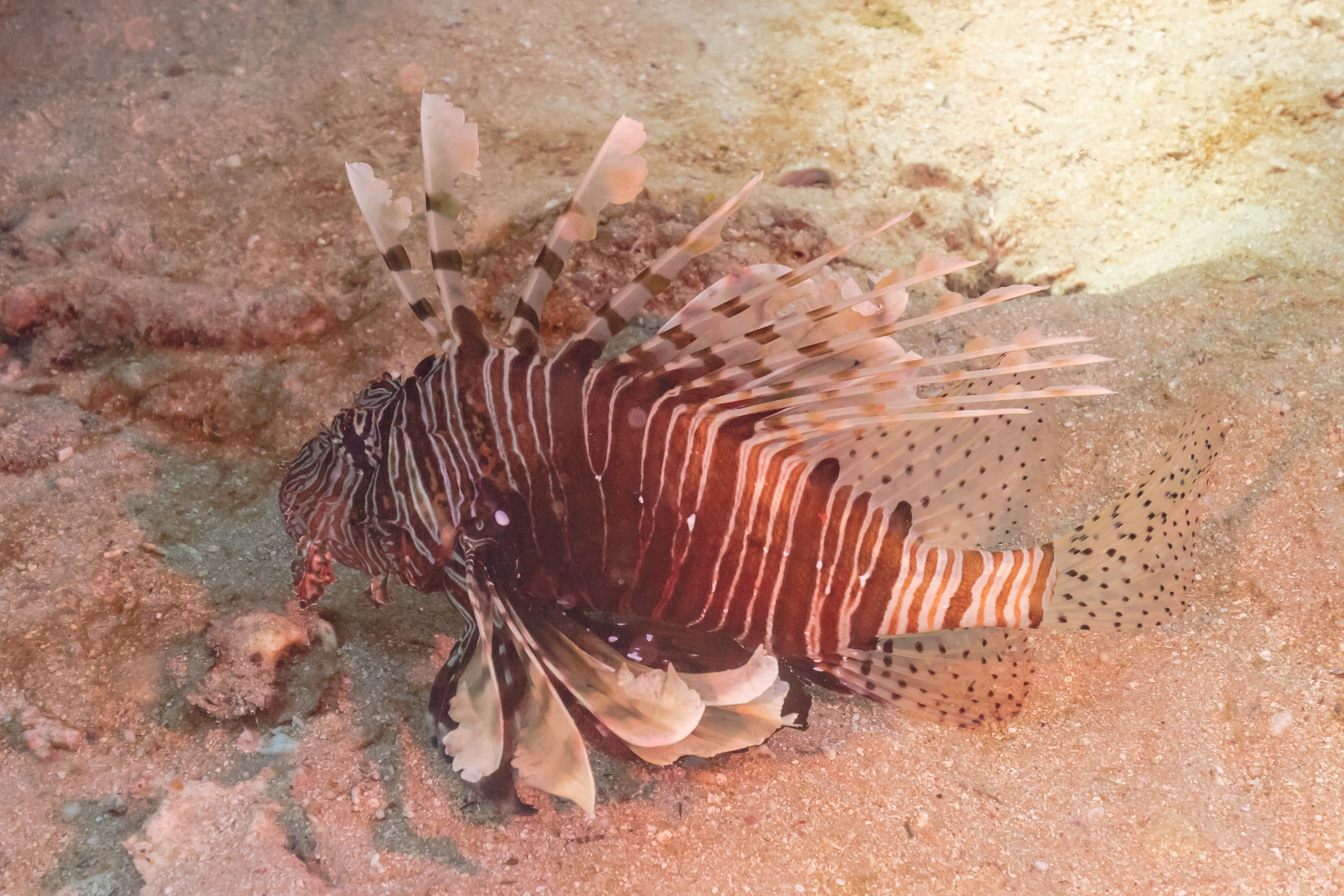